# Отонеос, Николаос
 Николаос Отонеос  (греч.  Νικόλαος Οθωναίος  Каламата, 1877 — Скопелос, 1949) — греческий художник и фотограф конца 19-го — начала 20-го веков.

## Биография
Николаос Отонеос родился в 1877 году на юге полуострова Пелопоннес, в городе Каламата.
Учился в Афинской школе изящных искусств у Константина Воланакиса и Никифора Литраса.
В 1906 году отправился в Германию и завершил своё образование в Мюнхенской академии художеств у Генриха фон Цюгеля.
С 1908 по 1910 год Отонеос жил и работал в Лондоне.
По возвращении в Афины открыл собственное художественное ателье. Был активен в общественной и художественной жизни, принял участие во многих выставках.
Был членом так называемого «Афинского клуба» и «Коллегии изданий», во ознаменование 100-летия Греческой революции. Принял участие в создании общества «Группа искусства». Был директором филиалов Афинской школы изящных искусств на острове Идра и в Дельфах.
Последние годы своей жизни художник уединился на острове Скопелос.
Николаос Отонеос умер на Скопелосе в 1949 году.

## Работы
Отонеос писал картины в стиле импрессионизма.
Среди работ художника много жанровых сцен и пейзажей.
Одновременно, следуя тематике своего учителя, Генриха фон Цюгеля, Отонеос уделил внимание картинам изображающим животных.
С началом Балканских войн 1912—1913 годов, художник последовал за греческой армией в её походах по освобождению Македонии и Эпира. В ходе и после этих походов, Отонеос написал ряд батальных работ и картин с тематикой военного быта.
Работы художника хранятся и выставлены в Национальной галерее Греции, в Муниципальной галерее Ларисы, в галерее Авероф и других муниципальных и частных коллекциях.

## Фотограф
Отонеос был человеком с широкими интересами.
Упоминается как шахматист
и как один из первых фотографов.
Большую историческую ценность имеет серия фотографий, снятая им в 1913 году, в ходе Балканских войн, когда греческая армия, после взятия укреплений Бизани, освободила столицу Эпира, город Янина. Примечательно, что некоторые военные картины художника повторяют снятые им же фотографии.